# Tour du Doubs 2013
La 28e édition du Tour du Doubs a eu lieu le 15 septembre 2013. C'est la treizième épreuve de la Coupe de France de cyclisme sur route 2013. La course fait partie du calendrier UCI Europe Tour 2013 en catégorie 1.1.

## Classement final
|    | Coureur              | Pays     | Équipe                       |    | Temps           |
| -- | -------------------- | -------- | ---------------------------- | -- | --------------- |
| 1  | Aleksejs Saramotins  | Lettonie | IAM                          | en | 4 h 29 min 40 s |
| 2  | Thomas Voeckler      | France   | Europcar                     |    | m.t.            |
| 3  | Vegard Stake Laengen | Norvège  | Bretagne-Séché Environnement |    | m.t.            |
| 4  | Guillaume Levarlet   | France   | Cofidis                      |    | m.t.            |
| 5  | Pierre Latour        | France   | AG2R La Mondiale             | +  | 3 s             |
| 6  | Florian Guillou      | France   | Bretagne-Séché Environnement | +  | 9 s             |
| 7  | Alexandre Pichot     | France   | Europcar                     | +  | 26 s            |
| 8  | Anthony Geslin       | France   | FDJ.fr                       |    | m.t.            |
| 9  | Julien Simon         | France   | Sojasun                      |    | m.t.            |
| 10 | Romain Guillemois    | France   | Europcar                     |    | m.t.            |